# Uskolisna perunika
Uskolisna perunika (mačinac; lat. Iris graminea) vrsta je perunike koja je rasprostranjena od Španjolske do zapadne Rusije, a raste i u Hrvatskoj.

## Karakteristike
Ovo je patuljasta vrsta perunike, koja naraste od 8 inča (20 cm) do 18 inča (45 cm), sa listovima nalik vlatima trave koji su viši od stabljike. Cvjetovi su manji i veoma mirisni na šljivu, pa je nazivana “plum-scented iris”, ili “perunika mirisna na šljivu”. Cvjetovi cvjetaju u lipnju.

## Vanjske poveznice
|  | Zajednički poslužitelj ima još gradiva o temi Iris graminea |
|  | Wikivrste imaju podatke o taksonu Iris graminea             |